# Индикаторная электронно-лучевая трубка

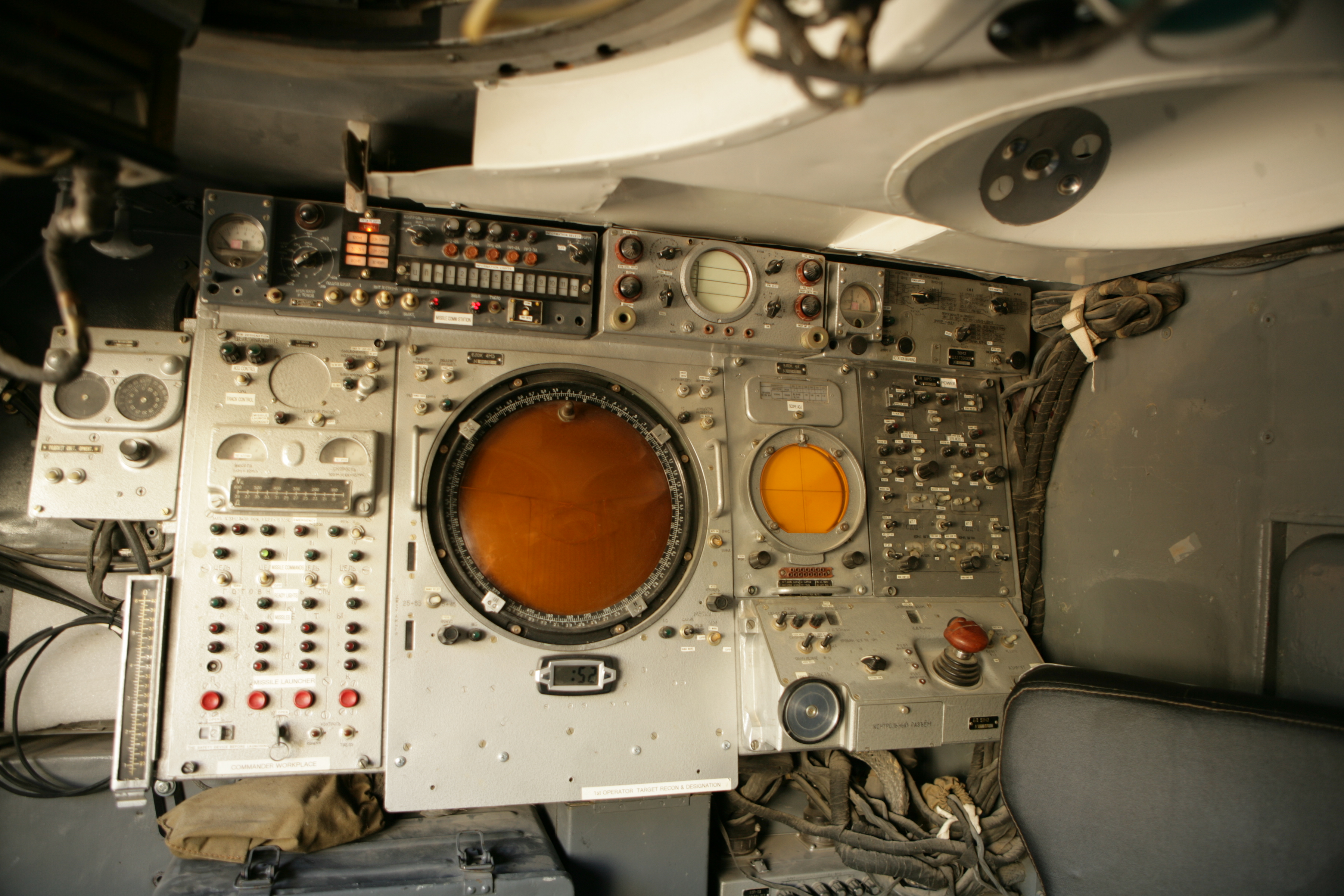
Пульт оператора ЗРК «Куб». В центре находится индикаторная ЭЛТ кругового обзора (ИКО).

Индикаторная электронно-лучевая трубка (англ. radar display — радарный дисплей) — электронно-лучевой прибор, предназначенный для отображения знакографической, телевизионной и радиолокационной информации в различных устройствах и приборах. В индикаторных электронно-лучевых трубках (ЭЛТ) применяется электромагнитное отклонение электронного луча.
Фокусировка луча в разных моделях может осуществляться как электростатическим, так и магнитным способом. Экран индикаторных ЭЛТ может быть как прямоугольной, так и круглой формы. По цвету формируемого изображения индикаторные ЭЛТ бывают монохромные и многоцветные.

## Монохромные индикаторные ЭЛТ

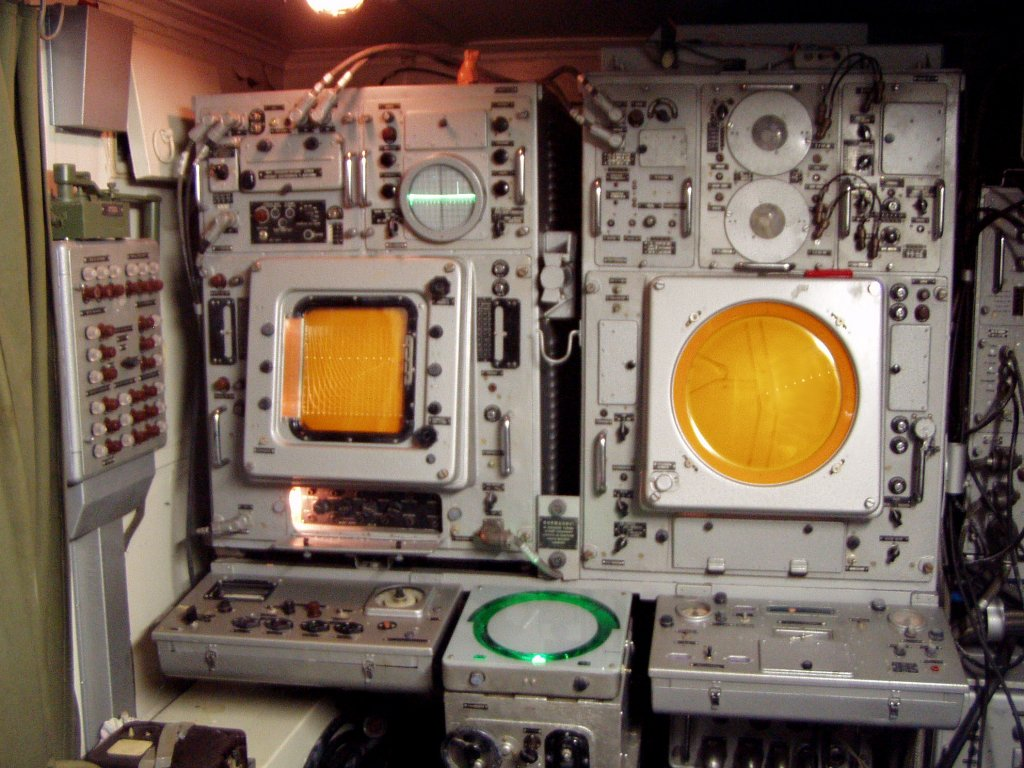
Индикаторные трубки различных типов. На правом индикаторе кругового обзора (ИКО; plan position indicator, PPI) видно оптически спроецированное изображение плана местности.

Монохромные индикаторные ЭЛТ имеют такое же принципиальное устройство, как и чёрно-белые кинескопы. Различия касаются особенностей их конструкции. Монохромные индикаторные ЭЛТ имеют большую по сравнению с телевизионными кинескопами разрешающую способность, надёжность, стойкость к тяжёлым условиям эксплуатации (механическим воздействиям), при необходимости — приспособления для фоторегистрации изображения контактным способом. Цвет свечения экрана у некоторых моделей бывает жёлто-зелёным, для снижения утомляемости зрения оператора, или адаптированным к спектральной чувствительности фотоматериалов, применяемых для регистрации изображения.

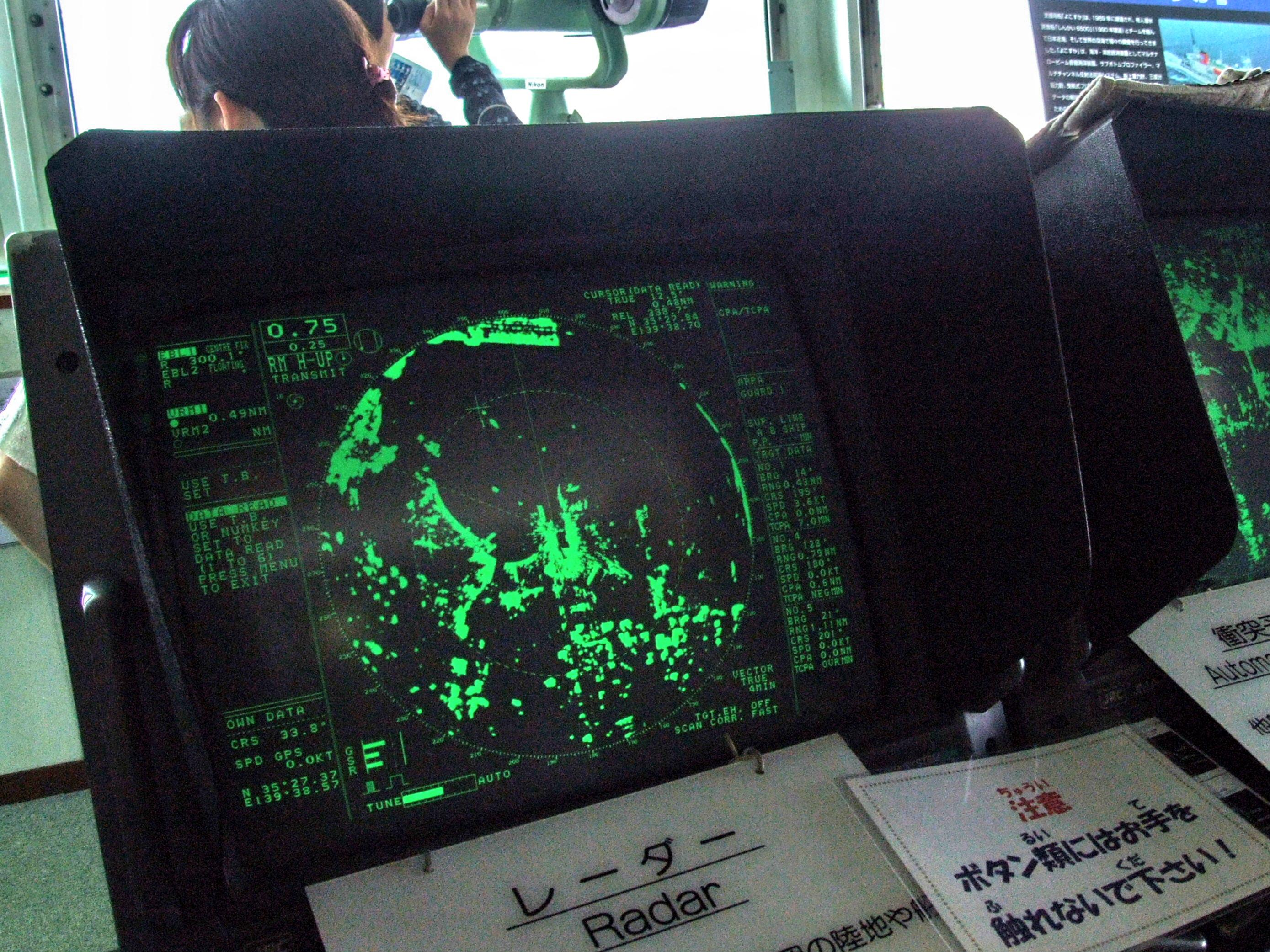
Индикаторная трубка, отображающая цифровое изображение.

К индикаторным ЭЛТ предъявляются особые требования по контрастности изображения и отсутствию бликов при различных условиях внешней освещенности. Поэтому в конструкции экрана применяют такие технические решения, как использование «контрастного стекла» (с уменьшенной прозрачностью), специальных светофильтров, наклеенных на стекло экрана, с просветляющим или антибликовым покрытием.
Некоторые индикаторные ЭЛТ имеют одно-два оптических окна (расположенных позади экрана) в виде встроенных в корпус ЭЛТ плоских полированных стёкол, ориентированных так, чтобы сквозь них можно было проецировать на внутреннюю поверхность экрана дополнительную оптическую информацию (например, слайды). А так как слой люминофора является полупрозрачным, то это изображение можно наблюдать с наружной стороны экрана, наложенное на собственное изображение, формируемое ЭЛТ. Оптические окна позволяют также фотографировать изображение, создаваемое на экране электронным лучом, для дальнейшего его документирования.

## Многоцветные индикаторные ЭЛТ
Способ получения цветного изображения в индикаторных ЭЛТ и цветных кинескопах принципиально различен. В многоцветных индикаторных ЭЛТ применяют люминофоры, цвет свечения которых меняется от условий возбуждения. Изменение цвета свечения люминофора можно получить либо за счёт изменения анодного напряжения (изменяя энергию электронов, бомбардирующих экран), либо за счёт изменения плотности тока электронного пучка.

### С изменением анодного напряжения
Принцип работы таких ЭЛТ основан на том, что летящие электроны проникают вглубь какого-либо материала на глубину, пропорциональную их энергии.
Экран таких ЭЛТ состоит из смеси двух люминофоров (обычно красного и зелёного). Зёрна одного люминофора покрыты оболочкой из материала, который называется барьерным слоем. При относительно низком анодном напряжении энергия электронов недостаточна для преодоления барьерного слоя. В результате под действием электронного пучка возбуждается только люминофор, зёрна которого не покрыты барьерным слоем. Соответственно, при увеличении анодного напряжения на 6—8 кВ возбуждаются оба люминофора. Барьерным слоем обычно покрываются зёрна зелёного люминофора. Яркость его свечения намного превышает яркость свечения красного, поэтому при большом анодном напряжении цвет экрана почти не отличается от зелёного, а при промежуточных значениях напряжения получаются цвета, образуемые комбинацией красного и зелёного.
Такие ЭЛТ имеют хорошие показатели яркости и насыщенности цвета. Их недостатком является сложность схем управления высоким напряжением. Для преодоления этого недостатка, существуют конструкции ЭЛТ с двумя электронными пушками (расположенными в одной или в отдельных горловинах), имеющими различный катодный потенциал и формирующие электронные пучки различной энергии.

### С изменением плотности тока пучка
Экран таких ЭЛТ состоит из смеси двух люминофоров, имеющих различную форму зависимости яркости от плотности тока. При малой плотности тока яркость зелёного люминофора значительно меньше, чем яркость красного, и поэтому экран имеет красный или красно-оранжевый цвет. С ростом плотности тока яркость зелёного люминофора растёт быстрее, чем яркость красного. В результате свечение экрана становится сначала жёлтым, а при дальнейшем росте плотности тока — зелёным.